# Haraldsted Skov
Haraldsted Skov er en skov, der ligger uden for Ringsted.
Skoven er berømt som gerningsstedet for mordet på Knud Lavard, som hans fætter, Magnus den Stærke myrdede den 7. januar 1131, dagen efter Helligtrekongersdag. Mordet blev starten til flere års borgerkrig mellem kong Niels og Magnus på den ene side og Erik Emune, Knud Lavards halvbroder, på den anden side.
Omkring 1150 blev der opført et kapel på et sted, hvor Lavard blev myrdet. Det blev et pilgrimsmål efter hans helgenkåring i 1170. I dag fremstår det som en ruin.